# Joseph Zoderer
Joseph Valentin Zoderer (Merano, 25 novembre 1935 – Brunico, 1º giugno 2022) è stato uno scrittore italiano di lingua tedesca.

## Biografia
Joseph Valentin Zoderer visse in Alto Adige fino all'età di quattro anni. Nel 1939 la sua famiglia optò per la cittadinanza tedesca e nel gennaio del 1940 fu trasferita a Graz. All'età di 12 anni Joseph si trasferì a Widnau (Svizzera) per frequentare il Ginnasio.
La sua famiglia tornò in Italia nel 1949 mentre Joseph rimase in Svizzera a proseguire il Ginnasio per altri tre anni. Frequentò le scuole superiori a Bressanone e a Bolzano. Ottenne il diploma di maturità nel 1957 a Merano. Dal 1957 fino al 1967 studiò giurisprudenza, filosofia, psicologia e teatro presso l'Università di Vienna. Non concluse gli studi, ma lavorò contemporaneamente come giornalista pressò i quotidiani Kurier, Kronen Zeitung e Die Presse.
Negli anni cinquanta pubblicò poesie e brevi prose. Il suo interesse per la letteratura si rafforzò a seguito della partecipazione alle Österreichische Jugendkulturwochen (settimane culturali giovanili austriache) del 1965 e del 1969. Dal 1970 viaggiò in Canada, negli Stati Uniti d'America e in Messico. Dal 1971 fino al 1981 Zoderer lavorò presso la radio RAI di Bolzano. Il suo esordio come romanziere è del 1976 con Das Glück beim Händewaschen, edito in italiano nel 1987 col titolo La felicità di lavarsi le mani. Prima ancora esordì in Italia come scrittore del romanzo L'«italiana». Secondo quanto riportato dalla stampa locale, Zoderer risiedeva in Val Pusteria, dove si alternava tra la casa di Brunico e quella di Terento. Morì in ospedale il 1º giugno 2022, dopo essere stato ricoverato a causa di una caduta in casa.
Nel 2010 fu organizzata a Brunico, in occasione del settantacinquesimo compleanno di Zoderer, una festa letteraria internazionale, presenti fra gli altri Peter Handke, Tim Parks e Nanni Balestrini, amici ed estimatori dello scrittore sudtirolese.

## Riconoscimenti
Zoderer ha vinto diversi premi letterari rinomati, fra cui in Italia nel 1986 il Premio Catullo di Sirmione, nel 1986 il Premio ITAS di Trento, nel 2000 il Premio Rotary della Regione Trentino-Alto Adige, nel 2003 il premio intitolato a Hermann Lenz, nel 2007 la borsa letteraria bandita dalla città di Calw intitolata a Hermann Hesse e nel 2012 il Premio Ostana. Nel 2015 ha ottenuto il conferimento della cittadinanza onoraria da parte della città di Merano.

## Opere
- 'S Maul auf der Erd oder Drecknuidelen kliabn. München: Relief 1974. (Südtiroler Mundartlyrik)
- Die elfte Häutung. München: Relief 1975. (Lyrikband)
- Das Glück beim Händewaschen. München: Relief 1976. (Roman)
  - La felicità di lavarsi le mani, romanzo, trad. di Umberto Gandini, Milano: Mondadori, 1987
- Pappendeckelgedichte. Eppan: Verlag Galerie Prielhof, 1979. (Lyrikband)
- Die Walsche. München: Hanser, 1982. (Roman)
  - L'«italiana», romanzo, trad. di Umberto Gandini, Milano: Mondadori, 1985
- Lontano. München: Hanser, 1984. (Roman)
  - Lontano, romanzo, trad. di Umberto Gandini, Milano: Mondadori, 1986
- Dauerhaftes Morgenrot. München, Wien: Hanser, 1987. (Roman)
  - Il silenzio dell'acqua sotto il ghiaccio, romanzo, trad. di Magda Olivetti, Torino: Einaudi, 1989
- Schlaglöcher. Dauerwellenroman. Bozen: Edition Raetia, 1993. (Roman)
- Die Ponys im zweiten Stock. Bd. 2. Bozen: Edition Raetia, 1994. (Erzählband)
- Das Schildkrötenfest. München: Hanser, 1995. (Roman)
  - La notte della grande tartaruga, romanzo, trad. di Giovanna Agabio, Torino: Einaudi, 1996
- Und doch das Schweigen verloren. Meran: Offizin, 1995. (Prosafragment)
- Der andere Hügel. Bd. 3. Bozen: Edition Raetia, 1995. (Roman)
  - L'altra collina, romanzo, Rovereto: Zandonai, 2007
- Als Anja dem Christkind entgegenging. München: Hanser, 1996. (Roman)
- Der Schmerz der Gewöhnung. München, Wien: Hanser, 2002. (Roman)
  - Il dolore di cambiare pelle, romanzo, trad. di Giovanna Agabio, Milano: Bompiani, 2005
- Wir gingen. Ce n'andammo. Bolzano: Edition Raetia, 2005. (Zweisprachiger Erzählband)
- Der Himmel über Meran. München, Wien: Hanser, 2005. (Erzählband)
- Liebe auf den Kopf gestellt. München, Wien: Hanser, 2007. (Lyrikband)
- Die Farben der Grausamkeit. Innsbruck: Haymon, 2011. (Roman)
  - I colori della crudeltà, romanzo, trad. di Giovanna Agabio, Milano: Bompiani, 2015
- Mein Bruder schiebt sein Ende auf. Zwei Erzählungen. Innsbruck: Haymon, 2012. (Erzählband)
- Hundstrauer. Innsbruck: Haymon, 2013. (Lyrik)